# Đáp ứng (hậu cung)

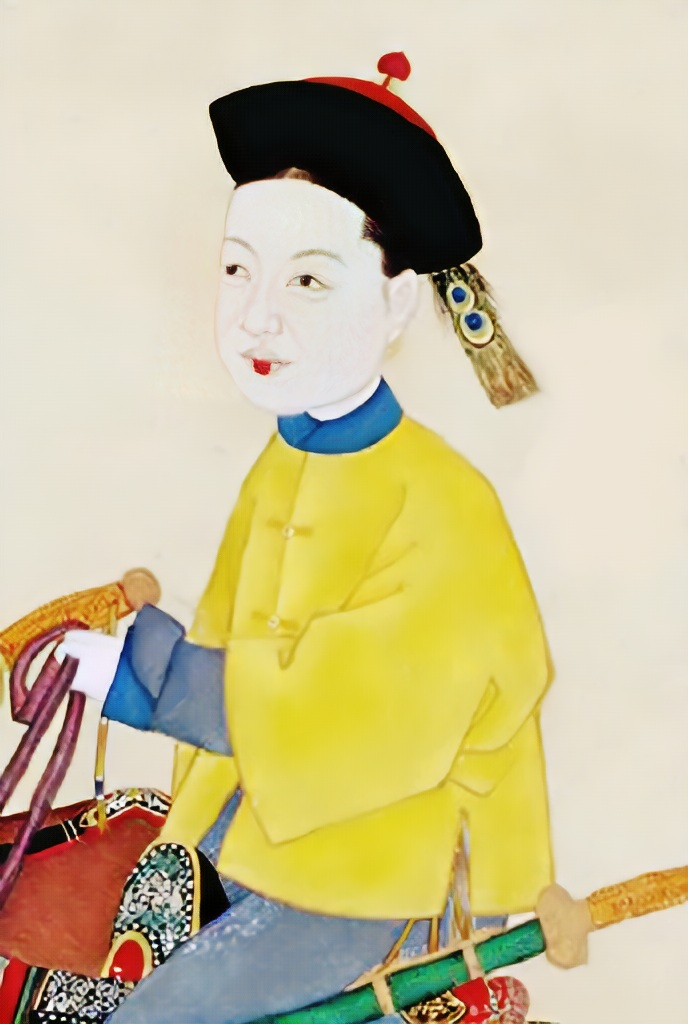
Bình Thường tại (từng bị giáng làm Y Đáp ứng) - phi tần của Hàm Phong Đế.

Đáp ứng (chữ Hán: 答應) vốn là một chức danh, cách gọi dành cho cung nữ, nữ quan lẫn hoạn quan vào thời nhà Minh. Sang đến đời nhà Thanh, ban đầu đây là một dạng danh xưng của cung nữ, nhưng dần thì trở thành một cấp bậc của phi tần.

## Lịch sử
Vào thời nhà Minh, chức vụ này dành cho cả nữ quan và hoạn quan, dành cho cận thị luôn phục vụ cho Hoàng đế, Hoàng hậu và Thái hậu. Do vậy, họ còn gọi là Đáp ứng nhân (答應人), nếu là cung nữ thì gọi là Đáp ứng cung nữ (答應宮女). Cao cấp hơn còn được gọi là Đáp ứng chấp sự (答應執事), tiếp theo là Đại đáp ứng (大答應) và Tiểu đáp ứng (小答應). Cung Túc Hoàng quý phi, sủng phi của Minh Hiến Tông Chu Kiến Thâm từng là Tiểu đáp ứng cho Tôn Thái hậu.
Sang thời nhà Thanh, cấp bậc này ban đầu cũng để chỉ cung nữ, sau dần trở thành danh hiệu cho phi tần, thuộc hàng thấp nhất, chỉ trên một danh vị không phẩm trật là Quan nữ tử. Đáp ứng tuy là thấp nhất, chỉ có 2 cung nữ cùng 1 thái giám hầu hạ, nhưng vẫn là gia thất của Hoàng đế, Tổng quản thái giám vẫn phải quỳ lạy. Trong lịch sử Bát kỳ tuyển tú, chưa từng có ai phong làm Đáp ứng sau khi tuyển tú, thấp nhất là Thường tại, do vậy đây có thể xem là tước vị đệm cho cung nữ tấn phong từ Quan nữ tử.